# Lennart Håkansson (journalist)

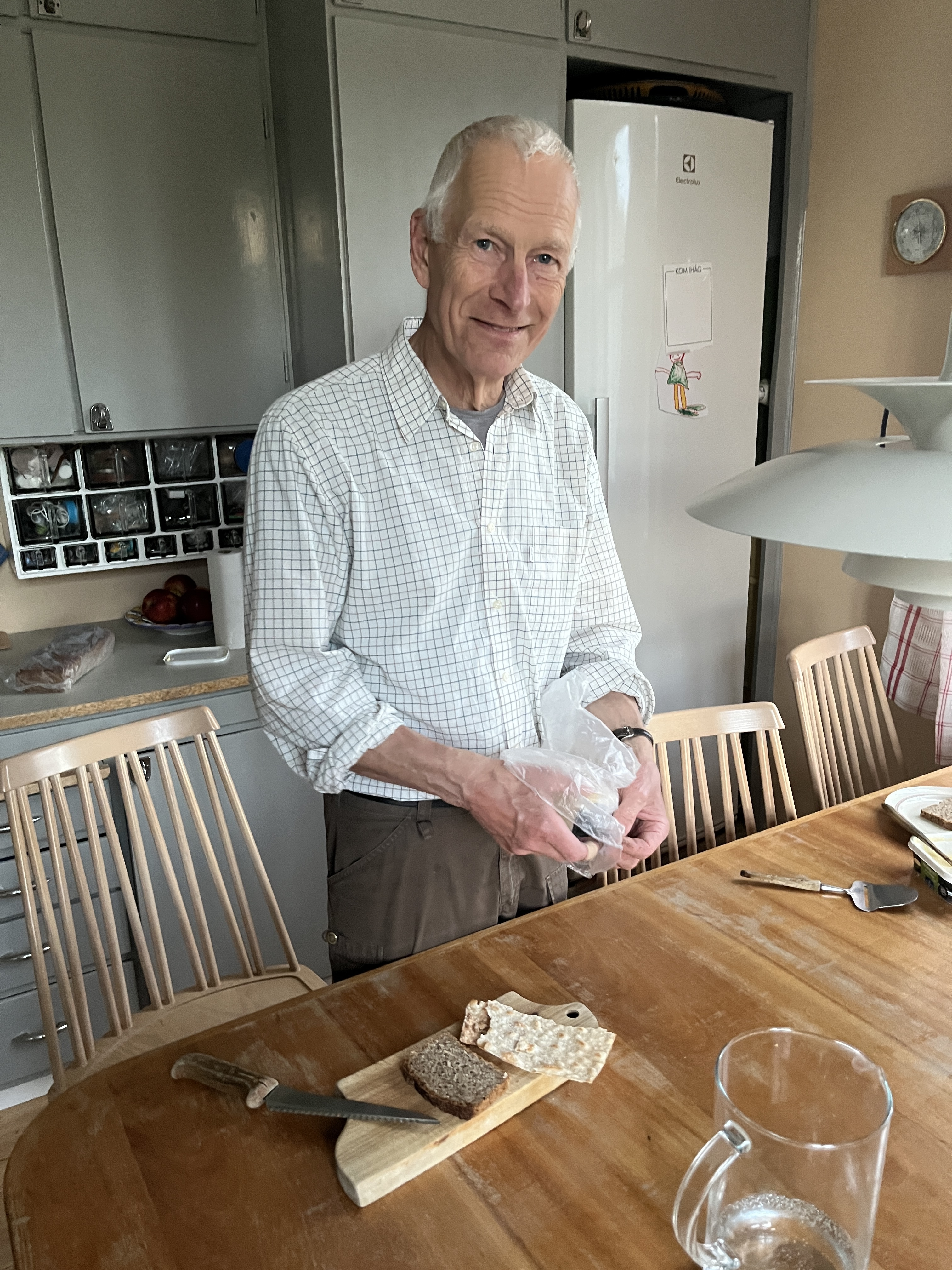
Lennart Håkansson när han precis har skickat ut sitt sista nyhetsbrev för Affärer i Norr.

Stig Lennart Håkansson, född 14 februari 1953 i Enskede församling i Stockholm, är en svensk journalist, chefredaktör och verkställande direktör inom media.
Lennart Håkansson gick Journalisthögskolan i Stockholm 1975–1976. Han började som reporter och redigerare på Hudiksvalls Tidning, var reporter på Norrbottens-Kuriren 1976–1980 och reporter, producent, distriktschef och redaktionschef på SR Norrbotten 1981–1994. Han tog han över som chefredaktör och vd för Norrländska Socialdemokraten efter Torbjörn Bergmark 1994 och stannade där till 2009.  Han var ledamot i Tidningsutgivarnas styrelse 1996–2007 och styrelseordförande Avisa, s-tidningarnas gemensamma redaktionsbyrå 1996–1999, då TT köpte Avisa som blev dotterbolaget TT Spektra, samt styrelseordförande för Riksmedia 2008–2010, då Riksmedias annonspaket såldes till Hallpressen. Håkansson var tidningschef på Dala-Demokraten 2009–2012 och styrelseordförande fram till 2014, då Dala-Demokraten såldes till Mittmedia. Han var tidningschef på Nerikes Allehanda 2013 och sedan programledare i P4 Norrbotten 2013–2014.
Under åren 2014–2025 var Håkansson ägare och utgivare av affärssajten Affärer i Norr och den engelskspråkiga systersajten North Sweden Business. Håkansson är sedan 2017 styrelseordförande i Filmpool Nord.